# Elliot Belgrave
Elliot Fitzroy Belgrave (ur. 16 marca 1931) – barbadoski polityk i sędzia, pełniący obowiązki gubernatora generalnego od 1 listopada 2011 od 30 maja 2012, a następnie gubernator generalny od 1 czerwca 2012 do czerwca 2017.

## Życiorys
Elliot Belgrave urodził się w 1931. Został absolwentem prawa na University of Oxford (tytuł Bachelor of Laws) oraz University of Cambridge (tytuł Master of Arts). W czasie swojej kariery zawodowej zajmował stanowiska szefa prokuratury oraz sędziego Sądu Najwyższego. W uznaniu swoich zasług został mianowany Queen's Counsel (honorowy tytuł prawniczy) oraz odznaczony orderem Companion of Honour of Barbados. 
1 listopada 2011 objął obowiązki gubernatora generalnego Barbadosu, po rezygnacji z urzędu dzień wcześniej przez Clifforda Husbandsa. Belgrave obowiązki gubernatora generalnego wykonywał już uprzednio w czasie nieobecności Husbandsa w kraju. 
22 maja 2012 premier Freundel Stuart ogłosił objęcie przez Belgrave urzędu gubernatora generalnego z dniem 1 czerwca 2012. Na czas przygotowań do uroczystości 30 maja 2012 funkcję pełniącej obowiązki gubernatora generalnego przejęła Sandra Mason. 1 czerwca 2012 Elliot Belgrave oficjalnie został zaprzysiężony na stanowisku. Funkcję pełnił do 30 czerwca 2017.